# Centre per Israel i els Afers Jueus
El Centre per Israel i els Afers Jueus (en anglès: Centre for Israel and Jewish Affairs, CIJA) és una organització que actua com un lobby de les Federacions Jueves del Canadà. CIJA és una organització no partidària, sense ànim de lucre, que representa els interessos dels 150.000 jueus canadencs que estan afiliats mitjançant les diferents associacions jueves locals.

## Història
El grup va ser fundat amb el nom de: «Consell Canadenc per a Israel i l'Advocacia Jueva». Els esforços de CIJA estan dirigits a millorar la qualitat de vida dels jueus canadencs, i la dels jueus que viuen a l'estranger. CIJA recolza fermament l'Estat d'Israel, i treballa per enfortir la relació entre Israel i el Canadà.
En la seva funció d'agent d'advocacia de les Federacions Jueves del Canadà, juntament amb els diferents comitès regionals, CIJA coordina les activitats del Congrés Jueu Canadenc, el Comitè Canadenc-Israelià, i el Comitè Israelià-Quebequès, així com el Comitè Universitari de Divulgació.
L'any 2011, CIJA va assumir el seu actual nom després de seguir un procés de re-estructuració, en aquest mateix procés, les funcions del Congrés Jueu Canadenc, el Comitè Canadenc-Israelià, el Comitè Israelià-Quebequès, el Campus Nacional de la Vida Jueva i el Comitè Universitari de Divulgació, es van consolidar.
El director executiu del grup va ser el jueu Hershell Ezrin, qui va servir al seu lloc fins a la seva jubilació a final de l'any 2010. Shimon Fogel, l'anterior supervisor del Comitè Canadenc-Israelià, actualment serveix com a director general de CIJA.